# 敘利亞看守政府
敘利亞看守政府 （羅馬化：Ḥukūmat Taṣrīf al-Aʿmāl as-Sūriyyah）是2024年12月8日敘利亞復興黨政權垮台後，沙姆解放组织于同月9日在大馬士革建立叙利亚的臨時政府，其主要人员来自原叙利亚救国政府、敘利亞臨時政府及敘利亞反對派。時任叙利亚總統是艾哈迈德·沙拉，而总理是穆罕默德·巴希尔。

## 成立
敘利亞救國政府領袖艾哈迈德·沙拉在Telegram上表示，敘利亞的公共機構將不會立即被武力接管，而是暫時由敘利亞總理穆罕默德·加齊·賈拉利管理，直至全面的政治過渡完成。賈拉利在一段社交媒體影片中宣布，他計劃留在大馬士革，並與敘利亞人民合作，同時表達希望敘利亞能成為「一個正常國家」，並開始與其他國家進行外交往來。賈拉利還表示，他準備好向反對派「伸出援手」。
敘利亞反對派和革命力量全國聯盟主席哈迪·巴赫拉表示，需要18個月的過渡期來建立「一個安全、中立且安靜的環境」以舉行自由選舉。其中包括6個月的時間來起草新憲法。根據巴赫拉的說法，這一過渡應符合聯合國安全理事會第2254號決議。

## 成員
2024年12月8日看守政府
總理：穆罕默德·加齊·賈拉利
2024年12月9日过渡政府
- 總統：艾哈邁德·沙拉
- 總理：穆罕默德·巴希爾[6]
- 外交部长：阿萨德·哈桑·希巴尼
- 国防部长：穆尔哈夫·阿布·卡斯拉